# ويلسون ماثيوز
ويلسون ماثيوز (بالإنجليزية: Wilson Matthews)‏ هو لاعب كرة قدم أمريكية أمريكي، ولد في 18 يوليو 1921 في أتكينز في الولايات المتحدة، وتوفي في 12 مايو 2002.